# Ramón Parés Vilasau
Ramón Parés y Vilasau (Barcelona, 11 de enero de 1882-†Tarrasa, 28 de agosto de 1936) fue un político y militante católico español. Destacó como un personaje muy activo de la derecha política de Tarrasa del primer tercio del siglo xx.

## Biografía
Era hijo de un combatiente de la tercera guerra carlista. Al igual que su padre, Ramón Parés militó en el carlismo desde su juventud; en 1908 fue secretario y en 1910 presidente de la junta local de la Comunión Tradicionalista de Tarrasa.
Durante esos años fue también vicepresidente de la Juventud Católica. Participó en la lucha electoral y en 1909 fue elegido concejal por la candidatura de la Solidaridad Catalana. En 1912 fue nombrado presidente de la Cooperativa de Consumo creada por los obreros de cal Marcet.
Destacó como orador en numerosos aplecs carlistas y en 1911 participó en un mitin en San Feliú de Llobregat que desembocó en un sangriento enfrentamiento entre carlistas y lerrouxistas. En Tarrasa fue el fundador y presidente del Círculo Tradicionalista.
Tras abandonar el jaimismo, en la década de 1920 formó parte de la Unión Monárquica Nacional que presidía Alfonso Sala. Intentó volver a obtener representación municipal varias veces, sin éxito, hasta las elecciones de 1920, en que fue elegido concejal por la candidatura salista. Al constituirse el nuevo ayuntamiento, aseguró que la minoría católica independiente que representaba no actuaría de forma sectaria y ofreció su colaboración desinteresada para todo cuanto fuese en bien de la ciudad.
En 1924 ingresó en la Unión Patriótica de Primo de Rivera y fue nombrado diputado provincial. En 1930 era cabo del Somatén. Fue condecorado con la Cruz de primera clase del Mérito Militar.
Formó parte en 1917 de la junta directiva de la Asociación de Viajantes del Comercio y de la Industria de Barcelona. En 1924 presidía la Cruz Roja y en marzo de 1926 cesó en cal Marcet para hacerse cargo de la fábrica Aymerich y Amat.
De gran religiosidad, fue congregante de María Inmaculada. Mantuvo una estrecha amistad con el arquitecto catalán Antonio Gaudí. Su hermano, Gil Parés, fue el primer capellán del Templo Expiatorio de la Sagrada Familia.
En enero de 1931 participó en una reunión en el Gran Casino de Tarrasa con Alfonso Sala, José Ullés, Manuel Carretero, José Bru y Narciso Ventalló para constituir un nuevo partido de extrema derecha monárquica, en la que Parés atacó con un fogoso discurso a los catalanistas locales porque se aliaban con la «chusma republicana» y los sindicalistas.
Al proclamarse la Segunda República, regresó a la Comunión Tradicionalista. Hacia 1932 o 1933 se fue a vivir a Barcelona. El último acto público tradicionalista en que intervino como orador fue el del Teatro Gran Price de Barcelona en febrero de 1936, en el que disertó en catalán sobre la cuestión obrera, atacando a la Esquerra, a la CNT y a otros grupos izquierdistas y proclamando la soberanía social de Cristo.
Estallada la guerra civil española, en agosto de 1936 fue detenido por los revolucionarios en Tarrasa y asesinado en una cuneta de la carretera de Sabadell, cerca de Can Viver de Torrebonica. Fue enterrado en el cementerio viejo.
Estuvo casado con Francisca Sellent, con quien tuvo 13 hijos. Algunos de ellos combatieron como voluntarios en el Ejército del bando nacional, como Ramón María Parés Sellent, que fue requeté y cayó en la batalla del Ebro. Una esquela de 1939 en el diario La Vanguardia Española comunicó que padre e hijo habían dado su vida «por Dios y por España».